# Alex Gustavo Rodríguez
Alex Gustavo Rodríguez (Montevideo, Uruguay, 1 de junio de 1970) es un exfutbolista uruguayo. Jugó de mediocampista y su primer club fue Deportivo Armenio.

## Clubes
| Club                 | País      | Año         |
| -------------------- | --------- | ----------- |
| Deportivo Armenio    | Argentina | 1987 - 1994 |
| Chacarita Juniors    | Argentina | 1994 - 1996 |
| Instituto de Córdoba | Argentina | 1996 - 1997 |
| Chacarita Juniors    | Argentina | 1997 - 2000 |
| Quilmes              | Argentina | 2000 - 2001 |
| Arsenal de Sarandí   | Argentina | 2001        |
| Cortuluá             | Colombia  | 2002        |
| Juventud Antoniana   | Argentina | 2002        |
| Olmedo               | Ecuador   | 2003 - 2004 |
| Universidad Católica | Ecuador   | 2004        |
| Juventud Antoniana   | Argentina | 2004 - 2005 |
| Chacarita Juniors    | Argentina | 2005        |
| Iberoamericano FC    | Venezuela | 2006        |

## Palmarés
| Título                | Club              | País      | Año  |
| --------------------- | ----------------- | --------- | ---- |
| Nacional B 2º ascenso | Chacarita Juniors | Argentina | 1999 |

- Datos: Q29419648